# Karen (film)
Karen is een Amerikaanse zwarte humor-dramafilm uit 2021, geschreven en geregisseerd door Coke Daniels. Hoofdrollen worden gespeeld door Taryn Manning, Cory Hardict, Jasmine Burke, Roger Dorman, Brandon Sklenar en Gregory Alan Williams.

## Verhaal
Malik en Imani - twee jonge Afro-Amerikanen - verhuizen naar Harvey Hill, een buitenwijk van Atlanta. Naast hen woont Karen Drexler die het koppel onmiddellijk aanziet als potentiële dieven waardoor ze een camera plaatst richting hun huis. Als eigenaar van een immobiliënkantoor tracht ze zoveel mogelijk niet-blanken te weren uit de wijk. Daarbij krijgt ze hulp van haar broer die er de lokale politieman is. Zo tracht ze het management van het bedrijf te overtuigen dat Malik en Imani een slechte invloed hebben: ze zijn betrapt met marihuana en ze hadden gemeenschap achter een open raam. Het management neemt Karen niet serieus en klasseert de zaak.
Onder het mum wel een vriendelijk persoon te zijn, krijgt ze uiteindelijk een invitatie van Malik en Imani voor hun verwelkomingsfeest. Echter, daar tracht Karen de andere gasten te overtuigen dat personen zoals Malik en Imani slechte bedoelingen hebben en het beter is dat het koppel best verhuist naar een plaats waar ze zich wel goed voelen. De volgende dag belt Karen naar haar broer dat ze fysisch werd aangevallen door drie zwarte jongeren. Deze worden gearresteerd, maar omwille van camerabeelden is al snel duidelijk dat Karen heeft gelogen. De beelden worden verder verspreidt en Karen wordt op haar werk ontslagen omwille van dat voorval.
Karen overtuigt Mike tijdens een verkeerscontrole om de auto van Malik te onderwerpen aan een drugonderzoek, maar er wordt niets gevonden. Daarop beslist Mike om er zelf marihuana in te verbergen zodat Malik alsnog wordt gearresteerd en een nacht moet doorbrengen in de gevangenis. Ondertussen brengt Karen Imani een bezoek en eist dat het koppel best vertrekt als ze niet in meer problemen wensen te komen. De volgende nacht klopt Mike bij het koppel aan met een huiszoekingsbevel. Karen dringt het huis binnen met een wapen. Karen schiet Imani neer waarop Mike zijn politiepartner het huis ook betreedt. Er ontstaat een duel tussen deze agent en Mike waarbij Mike komt te sterven. Karen tracht daarop de agent te doden, maar Imani is nog levende en kan Karen doden met het geweer van Mike.
Imani wordt vrijgesproken omdat ze handelde uit zelfverdediging. Zij en Malik krijgen een officiële verontschuldiging van de stad Atlanta en een compensatie voor het leed.

## Rolverdeling
| Acteur                | Personage         |
| --------------------- | ----------------- |
| Taryn Manning         | Karen Drexler     |
| Cory Hardrict         | Malik             |
| Jasmine Burke         | Imani             |
| Roger Dorman          | Officer Mike Wind |
| Brandon Sklenar       | Officer Hill      |
| Gregory Alan Williams | Charles Wright    |
| Veronika Bozeman      | Fatima            |
| Dawn Halfkenny        | Chanel McFadden   |

## Onthaal
De film werd slecht onthaald.

## Nominaties en prijzen
| Jaar | Prijs                        | Categorie                                     | Ontvanger(s)                                                           | Resultaat       |
| ---- | ---------------------------- | --------------------------------------------- | ---------------------------------------------------------------------- | --------------- |
| 2022 | Golden Raspberry Awards 2021 | Slechtste film                                | Mary Aloe, Sevier Crespo, Coke Daniels, Cory Hardrict en Taryn Manning | nog genomineerd |
| 2022 | Golden Raspberry Awards 2021 | Slechtste regisseur                           | Coke Daniels                                                           | nog genomineerd |
| 2022 | Golden Raspberry Awards 2021 | Slechtste actrice                             | Taryn Manning                                                          | nog genomineerd |
| 2022 | Golden Raspberry Awards 2021 | Slechtste scenario                            | Coke Daniels                                                           | nog genomineerd |
| 2022 | Golden Raspberry Awards 2021 | Slechtste prequel, remake, rip-off of vervolg | Karen (als remake van Cruella deVil)                                   | nog genomineerd |